# Theresianum (Bamberg)
Das Spätberufenenwerk Theresianum in Bamberg mit humanistischem Gymnasium und Kolleg (Zweiter Bildungsweg) wurde 1946 gegründet. Die Schule wurde bis Januar 2018 von den Karmeliten betrieben und ist seitdem unter der Trägerschaft der Caritas-Schulen gGmbH.

## Geschichte

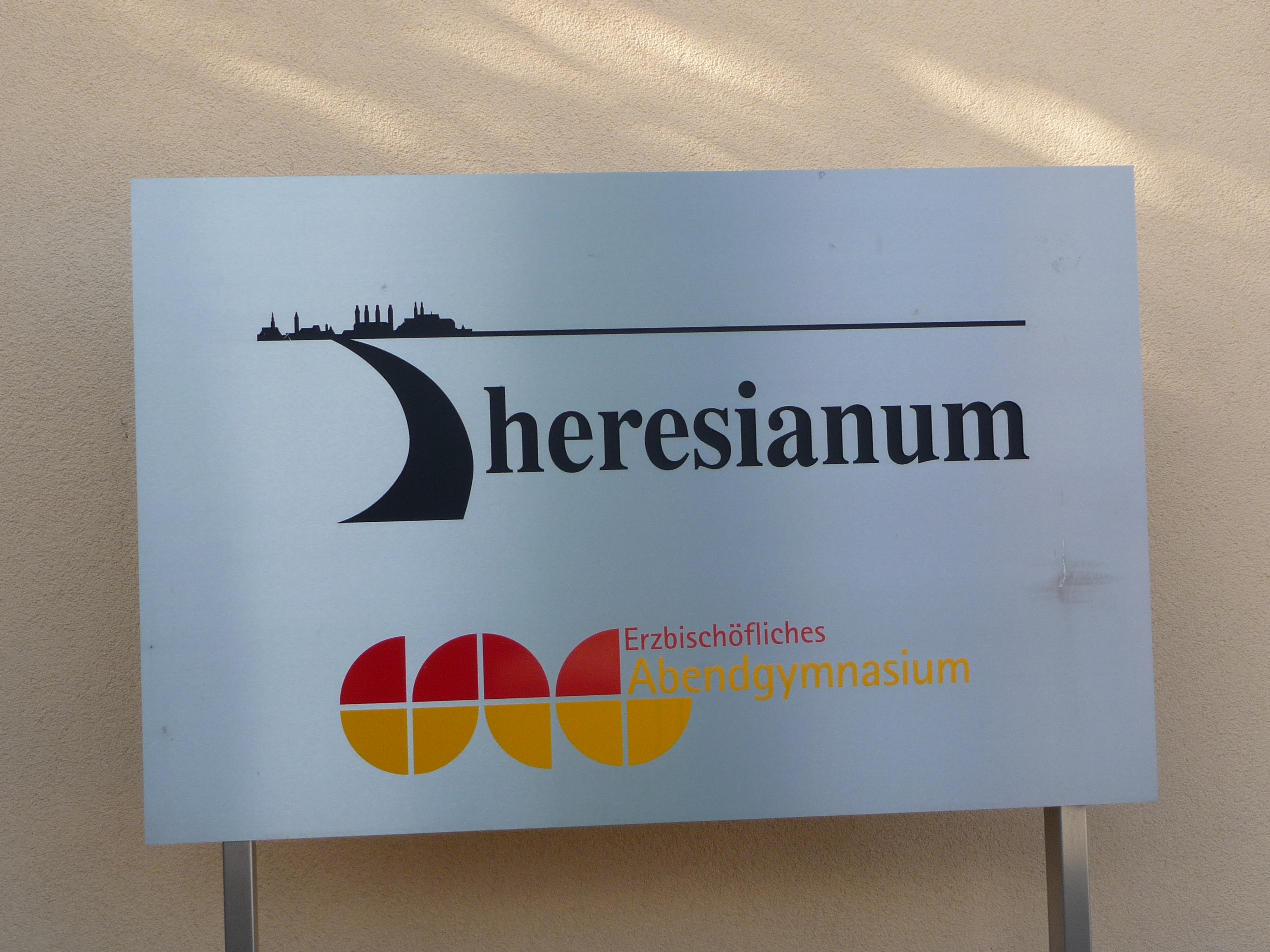
Logo

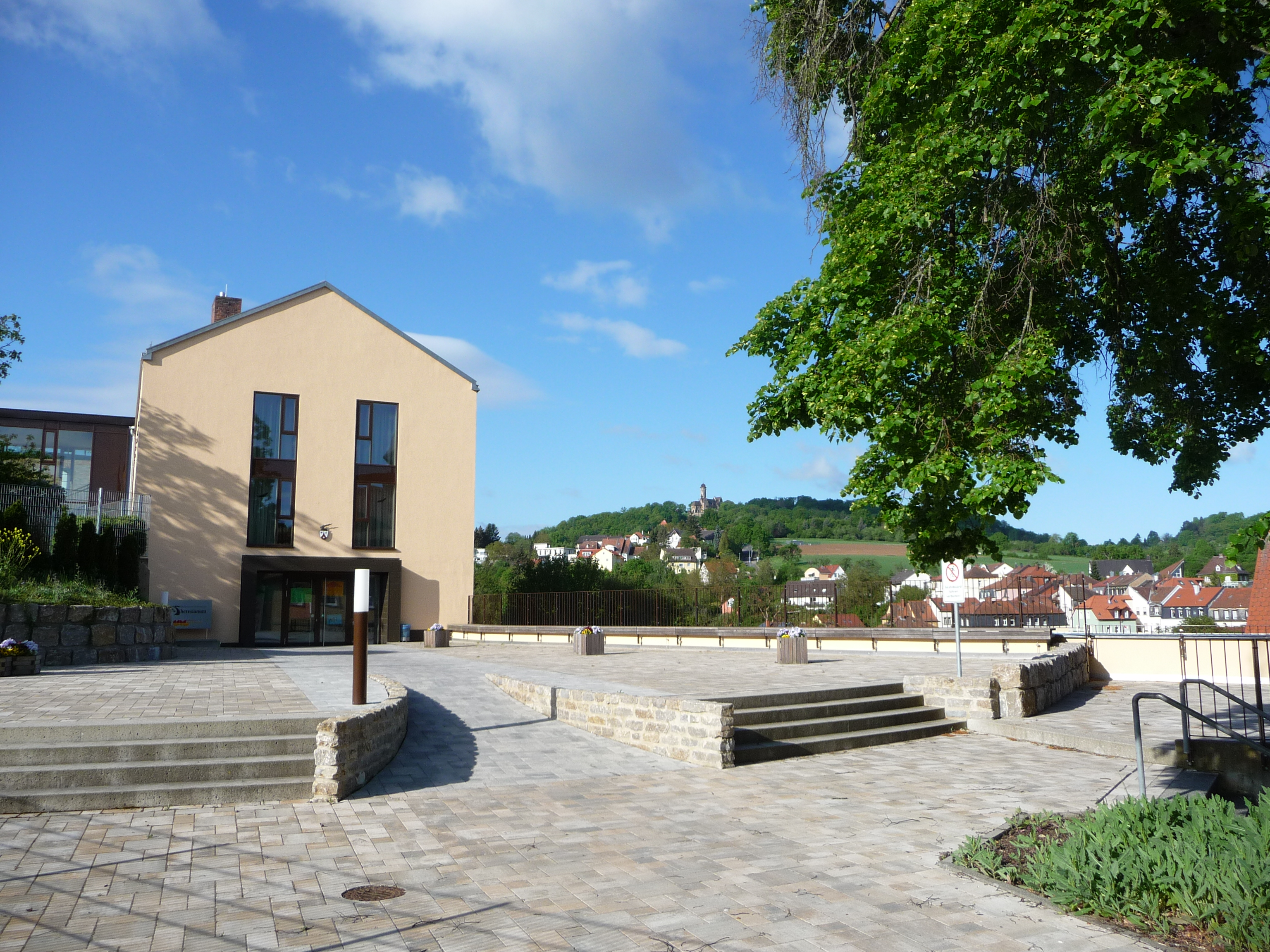
Hof

### Gründung
Unter dem Patronat der Heiligen Therese von Lisieux eröffnete die Oberdeutsche Provinz der Karmeliten am 8. Oktober 1946 das Spätberufenen-Seminar Theresianum. Pater Jakobus Beck O.Carm. (* 9. März 1905 in Hartenreuth; † 8. Mai 1967 in Bamberg), der als Gründer des Theresianums gilt, wollte jungen Kriegsheimkehrern die Möglichkeit geben, das Abitur zu machen, um katholischer Priester zu werden. In den ersten Jahren begnügte man sich mit einem ordensinternen Hausabitur, dem keinerlei öffentlich-rechtliche Bedeutung zukam. Am 5. Mai 1949 bekam die Ordensprovinz die Genehmigung des Bayerischen Staatsministeriums für Unterricht und Kultus zur „Gründung und zum Betrieb einer Spätberufenenanstalt (höhere Lehranstalt) mit Schülerheim“.

### Neubau und Anerkennung als Ersatzschule
Am Anfang war das Theresianum in den Räumen des Marianum und im Gebäude der ehemaligen Karmelitenbrauerei untergebracht. 1958 wurde dann ein kompletter Neubau für Schule und Seminar errichtet, der am 9. Juli 1959 eingeweiht wurde. Altar, Ambo, Marienfigur und andere Ausstattungsstücke der Hauskapelle wurden vom Bildhauer Friedrich Koller geschaffen.
Der Verein der Freunde und Förderer des Theresianums e. V. unterstützt die Arbeit des Spätberufenenwerkes. Bis 1961 nahmen die Schüler des Theresianums an den Abiturprüfungen anderer Gymnasien in Bamberg teil. 1965 wurde die Schule als staatlich anerkannte Ersatzschule anerkannt.

### Weitere Entwicklungen
Am 16. November 1966 wurde dem Theresianum das Erzbischöfliche Abendgymnasium angegliedert. Das Kolleg wurde 1973 genehmigt und nahm mit dem Schuljahr 1973/74 seine Arbeit auf. Ende der 1980er Jahre wurde die Schulkapelle saniert und neu gestaltet. Zum 1. Januar 2007 übergab der Orden die Trägerschaft des Theresianums in eine gemeinnützige GmbH (gGmbH).

### Sanierung, drohende Schließung und neuer Träger
Das schwer in die Jahre gekommene Schulgebäude aus den späten 50er und frühen 60er Jahren schloss zum Schuljahr 2010/11 die Türen und wurde für ca. fünf Millionen Euro in zwei Bauabschnitten generalsaniert. Die Klassenräume wurden für die Zeit der Sanierung in die Räumlichkeiten des Klosters und des „Knöckleins“ ausgelagert. Die Einweihung nach der Sanierung erfolgte im Jahr 2012.
Nur drei Jahre nach der feierlichen Einweihung beschloss das Provinzkapitel der Karmeliten in Deutschland die Schließung des Theresianums. Nach der Schließung sollten die Schulgebäude am Karmelitenplatz für die Bartolomeo-Garelli-Förderschule der Salesianer Don Boscos weitergenutzt werden. Nach dem Schließungsbeschluss kämpften Schüler und Lehrer um eine Weiterführung der Schule unter anderer Trägerschaft. Mitte 2017 wurde bekannt, dass die Schule gegebenenfalls unter anderer Trägerschaft weiterbetrieben werden könne. Im Januar 2018 wurde schließlich die Caritas Schulen gGmbH als neuer Träger vorgestellt.

## Seminar
Grundpfeiler des Theresianums war ursprünglich das der Schule angeschlossene Seminar für junge Männer, die einen kirchlichen Beruf ergreifen möchten.
In den 70er Jahren waren in diesem „kleinen Seminar“ bis zu 80 junger Männer untergebracht. Die Zahl der Seminaristen ging jedoch in den 1990er Jahren rapide zurück und betrug zuletzt nur noch 4.
Zum Schuljahr 2012/13 wurde das Seminar auch für Frauen geöffnet.

## Leiter des Spätberufenenwerkes Theresianum
- Pater Jakobus Beck OCarm, 1946–1967
- Pater Titus Wegener OCarm, 1967–1978
- Pater Georg Bertram OCarm, 1978–2000
- Pater Richard Winter OCarm, 2000–2004
- Pater Roland Hinzer OCarm, 2004–

## Unterrichtsleiter / Schulleiter am Theresianum
- Karl Georg Pfändtner, 1960–1962
- Matthäus Gschwendtner, 1965–1968, dann kommissarisch bis 1970
- Wilhelm Fiedler, 1970–1975
- Anton Fichtl, 1975–1979
- Pater Georg Bertram OCarm, 1979–2000
- Anton Stern, 2000–2004
- Pater Roland Hinzer OCarm, 2004–

## Bekannte Schüler
- Valentin Doering, Apostolischer Protonotar, Schüler 1960/61
- Lukas Weichenrieder OSB, 1982–2004 Abt der Abtei Weingarten, Abitur 1967
- Günther Denzler, Abitur 1968
- Wunibald Müller, Abitur 1972
- Hanspeter Schmitt OCarm, Ordentlicher Professor für Theologische Ethik in Chur, Abitur 1980
- Peter Suska-Zerbes, Geborener Zimmer (* 1954), Schriftsteller und Pädagoge, Abitur 1980
- Pater Christian Körner OCarm, Vizegeneral-Prior des Karmelitenordens, Abitur 1981
- Pater Hubert Wendl CMM, Provinzial der Mariannhiller Missionare, Abitur 1983
- Pater Dieter Lankes OCarm, Provinzial der Oberdeutschen Karmelitenprovinz, Abitur 1985
- Karl-Georg Pfändtner, Kunsthistoriker und Bibliothekar, Abitur 1985
- Martin Faßnacht, Mitarbeiter am Institut für neutestamentliche Textforschung, Westfälische Wilhelms-Universität in Münster, Abitur 1991
- Pater Martin Rosner OP, Leiter des Bildungshauses der Dominikaner in Braunschweig „Las Casas Haus“, Abitur 1990